# 革流巴
革流巴（希臘語：Κλεόπας）天主教思高聖經譯為克羅帕，耶穌的門徒之一。根據《新約》《路加福音》24章，他是最早看到耶穌死後顯現的兩個門徒之一，這是這個名字唯一一次在新約中出現。

## 名稱
某些學者認為，革流巴是一個希臘化的名字，來自於希臘語：的簡稱，意思是「著名父親的兒子」。跟源自於亞蘭文 קלופא（Qlopha）的革羅罷（希臘語：Κλόπας，Clopas）是不同的名字。但是也有學者認為，革流巴、革羅罷與亞勒腓是完全一樣的名字。
但是目前的資料無法證實哪一個說法是正確的。

## 聖經記載
路加福音記載，耶穌死後復活。革流巴與另一名門徒，到以馬忤斯村的途中，看到耶穌顯現。但是另一名門徒的身份，在新約中並沒有被記錄下來。